# Françoise Jacob de Montfleury
Françoise Jacob de Montfleury, artistnamn Mademoiselle Dennebault, född 1642, död 1708, var en fransk skådespelare.
Hon var engagerad vid Troupe de Molière 1661, och vid Comédie-Française mellan 1680 och 1685. 
Hon är främst känd för sina roller som hjältinna i Racines tragedier, och för sina byxroller. 